# Peter Hujar
 (décembre 2018).
Si vous disposez d'ouvrages ou d'articles de référence ou si vous connaissez des sites web de qualité traitant du thème abordé ici, merci de compléter l'article en donnant les références utiles à sa vérifiabilité et en les liant à la section « Notes et références ».
Peter Hujar (né le 11 octobre 1934 à Trenton, New Jersey, et mort d'une pneumonie liée au sida en novembre 1987 à Manhattan) est un photographe américain connu pour ses portraits en noir et blanc. 

## Biographie
Peter Hujar naît le 11 octobre 1934 à Trenton.
Il a son premier appareil photo en 1947 et suit les cours de la School of Industrial Art. Il y rencontre le poète Daisy Aldan qui lui conseille de devenir apprenti photographe.
En 1956 il rencontre Joseph Raffael et l’accompagne en Italie dans le cadre d’une bourse Fulbright.
En 1963, il retourne en Italie dans le cadre d’une bourse Fulbright personnelle et photographie à Palerme les corps momifiés des catacombes des Capucins.
Homosexuel déclaré, il est alors accompagné par son compagnon Paul Thek.
De retour à New York, il est remarqué par Andy Warhol qui l’inclut dans une de ses séries, The Thirteen Most Beautiful Boys.
En 1976, il publie Portraits in Life and Death, combinant des portraits de ses amis de New York avec ses photos des catacombes de Palerme. La préface est écrite par son amie Susan Sontag.
On y trouve une série célèbre de photographies de Candy Darling sur son lit de mort.
En 1981, il rencontre David Wojnarowicz avec qui il a une brève liaison, et qu'il aide à poursuivre sa carrière d'artiste. Les deux hommes resteront liés jusqu'à la mort de Hujar.
Il meurt des suites d'une pneumonie liée au sida le 26 novembre 1987 à l'âge de 53 ans.

## Collections
En 2014, ses œuvres étaient conservées dans les institutions suivantes :
- Whitney Museum
- Metropolitan Museum of Art
- Museum of Modern Art
- Walker Art Center
- Art Institute of Chicago
- Brooklyn Museum
- Glasgow Gallery of Modern Art
- Stedelijk Museum Amsterdam

## Expositions

### Expositions personnelles
- 1990 : Mandat 10, galerie Renée Renée Ziegler, Zurich
- 2010 : Rencontres d'Arles
- 2018 : The Morgan Library, New York
- 2019 : Speed of Life, Jeu de Paume, Paris [4],[2].

### Expositions collectives
- 2024 : Beauté fragile : photographies de la collection Sir Elton John et David Furnish rassemblant plus de 300 photographies de 140 photographes couvrant la période de 1950 à nos jours qui relatent l'histoire de la photographie moderne et contemporaine, explorant des thèmes tels que la mode, le reportage, le portrait de célébrités, le corps masculin et la photographie américaine, avec des œuvres de nombreux artistes contemporains, parmi lesquels notamment Diane Arbus, Richard Avedon, Lewis Baltz, William Eggleston, Bruce Davidson, Nan Goldin, Peter Hujar, David LaChapelle, Herman Leonard, Sally Mann, Robert Mapplethorpe, Zanele Muholi, Herb Ritts, Cindy Sherman, Alec Soth ou encore Ai Weiwei, Victoria and Albert Museum, South Kensington, Londres, du 18 mai 2024 au 5 janvier 2025 [5],[6],[7]